# Campeonato Europeu de Futebol de 2000 – Grupo D
O grupo D do Campeonato Europeu de Futebol de 2000, décima primeira edição desta competição organizada quadrienalmente pela União das Federações Europeias de Futebol (UEFA), reuniu as seleções da França, Países Baixos, Dinamarca e República Checa.

## Equipes
Em negrito estão as edições em que a seleção foi campeã em em itálico estão as edições em que a seleção foi anfitriã.
| Pos. | País          | Método de qualificação | Data de qualificação   | Participações                    |
| ---- | ------------- | ---------------------- | ---------------------- | -------------------------------- |
| D1   | Países Baixos | Anfitriã               | 14 de julho de 1995    | 5 (1976, 1980, 1988, 1992, 1996) |
| D2   | Tchéquia      | Grupo 9 (campeão)      | 9 de junho de 1999     | 4 (1960, 1976, 1980, 1996)       |
| D3   | França        | Grupo 4 (campeão)      | 9 de outubro de 1999   | 4 (1960, 1984, 1992, 1996)       |
| D4   | Dinamarca     | Repescagem             | 17 de novembro de 1999 | 5 (1964, 1984, 1988, 1992, 1996) |

## Classificação
| Pos. | Seleção       | Pts | J | V | E | D | GP | GC | SG |
| ---- | ------------- | --- | - | - | - | - | -- | -- | -- |
| 1    | Países Baixos | 9   | 3 | 3 | 0 | 0 | 7  | 2  | +5 |
| 2    | França        | 6   | 3 | 2 | 0 | 1 | 7  | 4  | +3 |
| 3    | Tchéquia      | 3   | 3 | 1 | 0 | 2 | 3  | 3  | 0  |
| 4    | Dinamarca     | 0   | 3 | 0 | 0 | 3 | 0  | 8  | –8 |

## Partidas

### França vs. Dinamarca
| 11 de junho | França                              | 3 – 0     | Dinamarca | Jan Breydel Stadion, Bruges               |
| 18:00       | Blanc 16' · Henry 64' · Wiltord 90' | Relatório |           | Público: 29 000 Árbitro: AUT Günter Benkö |

| França | Dinamarca |

| G              | 16 | Fabien Barthez   |  |     |
| LD             | 15 | Lilian Thuram    |  |     |
| Z              | 8  | Marcel Desailly  |  |     |
| Z              | 5  | Laurent Blanc    |  |     |
| LE             | 3  | Bixente Lizarazu |  |     |
| M              | 7  | Didier Deschamps |  |     |
| M              | 17 | Emmanuel Petit   |  |     |
| M              | 10 | Zinedine Zidane  |  |     |
| A              | 6  | Youri Djorkaeff  |  | 58' |
| A              | 9  | Nicolas Anelka   |  | 82' |
| A              | 12 | Thierry Henry    |  |     |
| Substituições: |    |                  |  |     |
| M              | 4  | Patrick Vieira   |  | 58' |
| A              | 13 | Sylvain Wiltord  |  | 82' |
| Treinador:     |    |                  |  |     |
| Roger Lemerre  |    |                  |  |     |

| G              | 1  | Peter Schmeichel   |     |     |
| LD             | 12 | Søren Colding      |     |     |
| Z              | 3  | René Henriksen     |     |     |
| Z              | 2  | Michael Schjønberg | 90' |     |
| LE             | 5  | Jan Heintze        |     |     |
| M              | 19 | Morten Bisgaard    |     | 72' |
| M              | 15 | Stig Tøfting       |     | 72' |
| M              | 7  | Allan Nielsen      |     |     |
| M              | 8  | Jesper Grønkjær    |     |     |
| A              | 9  | Jon Dahl Tomasson  |     | 79' |
| A              | 11 | Ebbe Sand          |     |     |
| Substituições: |    |                    |     |     |
| A              | 10 | Martin Jørgensen   |     | 72' |
| M              | 20 | Thomas Gravesen    |     | 72' |
| A              | 21 | Mikkel Beck        |     | 79' |
| Treinador:     |    |                    |     |     |
| Bo Johansson   |    |                    |     |     |

| Homem do Jogo: Thierry Henry Bandeirinhas: BUL Ivan Lekov BLR Yury Dupanau Quarto árbitro: BEL Michel Piraux |

### Países Baixos vs. República Checa
| 11 de junho | Países Baixos        | 1 – 0     | Tchéquia | Amsterdam ArenA, Amesterdão                    |
| 20:45       | F. de Boer 89' (pen) | Relatório |          | Público: 50 000 Árbitro: ITA Pierluigi Collina |

| Países Baixos | República Checa |

| G              | 1  | Edwin van der Sar        |     |     |
| LD             | 2  | Michael Reiziger         |     |     |
| Z              | 3  | Jaap Stam                |     | 75' |
| Z              | 4  | Frank de Boer            | 36' |     |
| LE             | 12 | Giovanni van Bronckhorst | 89' |     |
| M              | 6  | Clarence Seedorf         |     | 57' |
| M              | 7  | Phillip Cocu             |     |     |
| M              | 8  | Edgar Davids             |     |     |
| M              | 5  | Boudewijn Zenden         |     | 78' |
| A              | 10 | Dennis Bergkamp          |     |     |
| A              | 9  | Patrick Kluivert         |     |     |
| Substituições: |    |                          |     |     |
| M              | 16 | Ronald de Boer           |     | 57' |
| Z              | 13 | Bert Konterman           |     | 75' |
| M              | 11 | Marc Overmars            |     | 78' |
| Treinador:     |    |                          |     |     |
| Frank Rijkaard |    |                          |     |     |

| G              | 1  | Pavel Srníček     |     |     |
| Z              | 2  | Tomáš Řepka       | 66' |     |
| Z              | 19 | Karel Rada        |     |     |
| Z              | 21 | Petr Gabriel      |     |     |
| M              | 3  | Radoslav Látal    | 90' | 70' |
| M              | 8  | Karel Poborský    | 48' |     |
| M              | 11 | Tomáš Rosický     |     |     |
| M              | 4  | Pavel Nedvěd      | 22' | 89' |
| M              | 7  | Jiří Němec        |     |     |
| A              | 17 | Vladimír Šmicer   |     | 83' |
| A              | 10 | Jan Koller        |     |     |
| Substituições: |    |                   |     |     |
| M              | 13 | Radek Bejbl       |     | 70' |
| A              | 9  | Pavel Kuka        |     | 83' |
| A              | 12 | Vratislav Lokvenc |     | 89' |
| Treinador:     |    |                   |     |     |
| Jozef Chovanec |    |                   |     |     |

| Homem do Jogo: Pavel Nedvěd Bandeirinhas: ITA Sergio Zuccolini TUR Turgay Güdü Quarto árbitro: GRE Kyros Vassaras |

### República Checa vs. França
| 16 de junho | Tchéquia           | 1 – 2     | França                   | Jan Breydel Stadion, Bruges              |
| 18:00       | Poborský 35' (pen) | Relatório | Henry 7' · Djorkaeff 60' | Público: 25 000 Árbitro: ENG Graham Poll |

| República Checa | França |

| G              | 1  | Pavel Srníček     |     |     |
| Z              | 2  | Tomáš Řepka       |     |     |
| Z              | 19 | Karel Rada        |     |     |
| Z              | 21 | Petr Gabriel      | 14' | 46' |
| V              | 13 | Radek Bejbl       |     | 49' |
| M              | 8  | Karel Poborský    |     |     |
| M              | 11 | Tomáš Rosický     |     | 62' |
| M              | 4  | Pavel Nedvěd      |     |     |
| M              | 7  | Jiří Němec        | 67' |     |
| A              | 17 | Vladimír Šmicer   |     |     |
| A              | 10 | Jan Koller        |     |     |
| Substituições: |    |                   |     |     |
| Z              | 5  | Milan Fukal       |     | 46' |
| A              | 12 | Vratislav Lokvenc |     | 49' |
| M              | 15 | Marek Jankulovski | 69' | 62' |
| Treinador:     |    |                   |     |     |
| Jozef Chovanec |    |                   |     |     |

| G              | 16 | Fabien Barthez     |     |     |
| LD             | 15 | Lilian Thuram      | 62' |     |
| Z              | 8  | Marcel Desailly    |     |     |
| Z              | 5  | Laurent Blanc      |     |     |
| LE             | 2  | Vincent Candela    |     |     |
| V              | 7  | Didier Deschamps   |     |     |
| M              | 4  | Patrick Vieira     |     |     |
| M              | 17 | Emmanuel Petit     |     | 46' |
| M              | 10 | Zinedine Zidane    |     |     |
| A              | 9  | Nicolas Anelka     |     | 55' |
| A              | 12 | Thierry Henry      |     | 89' |
| Substituições: |    |                    |     |     |
| M              | 6  | Youri Djorkaeff    |     | 46' |
| F              | 21 | Christophe Dugarry |     | 55' |
| F              | 13 | Sylvain Wiltord    |     | 89' |
| Treinador:     |    |                    |     |     |
| Roger Lemerre  |    |                    |     |     |

| Homem do Jogo: Thierry Henry Bandeirinhas: ENG Philip Sharp IRL Eddie Foley Quarto árbitro: SCO Hugh Dallas |

### Dinamarca vs. Países Baixos
| 16 de junho | Dinamarca | 0 – 3     | Países Baixos                              | Feijenoord Stadion, Roterdão           |
| 20:45       |           | Relatório | Kluivert 57' · R. de Boer 66' · Zenden 77' | Público: 50 000 Árbitro: SUI Urs Meier |

| Dinamarca | Países Baixos |

| G              | 1  | Peter Schmeichel    |     |     |
| LD             | 12 | Søren Colding       |     |     |
| Z              | 3  | René Henriksen      |     |     |
| Z              | 2  | Michael Schjønberg  |     | 82' |
| LE             | 5  | Jan Heintze         |     |     |
| M              | 19 | Morten Bisgaard     |     |     |
| M              | 20 | Thomas Gravesen     |     | 67' |
| M              | 7  | Allan Nielsen       | 50' | 61' |
| M              | 8  | Jesper Grønkjær     |     |     |
| A              | 9  | Jon Dahl Tomasson   |     |     |
| A              | 11 | Ebbe Sand           |     |     |
| Substituições: |    |                     |     |     |
| M              | 15 | Stig Tøfting        |     | 61' |
| M              | 14 | Brian Steen Nielsen |     | 67' |
| Z              | 6  | Thomas Helveg       |     | 82' |
| Treinador:     |    |                     |     |     |
| Bo Johansson   |    |                     |     |     |

| G              | 1  | Edwin van der Sar        | 80' | 89' |
| LD             | 2  | Michael Reiziger         | 10' |     |
| Z              | 13 | Bert Konterman           | 56' |     |
| Z              | 4  | Frank de Boer            |     |     |
| LE             | 12 | Giovanni van Bronckhorst | 4'  |     |
| M              | 5  | Boudewijn Zenden         |     |     |
| M              | 7  | Phillip Cocu             |     |     |
| M              | 8  | Edgar Davids             |     |     |
| M              | 11 | Marc Overmars            |     | 62' |
| A              | 10 | Dennis Bergkamp          |     | 76' |
| A              | 9  | Patrick Kluivert         |     |     |
| Substituições: |    |                          |     |     |
| M              | 16 | Ronald de Boer           |     | 62' |
| M              | 20 | Aron Winter              |     | 76' |
| G              | 22 | Sander Westerveld        |     | 89' |
| Treinador:     |    |                          |     |     |
| Frank Rijkaard |    |                          |     |     |

| Homem do Jogo: Frank de Boer Bandeirinhas: ROU Nicolae Grigorescu SWE Leif Lindberg Quarto árbitro: SVK Ľuboš Micheľ |

### Dinamarca vs. República Checa
| 21 de junho | Dinamarca | 0 – 2     | Tchéquia        | Estádio de Sclessin, Liège                     |
| 20:45       |           | Relatório | Šmicer 64', 67' | Público: 25 000 Árbitro: EGY Gamal Al-Ghandour |

| Dinamarca | República Checa |

| G              | 1  | Peter Schmeichel    |     |     |
| LD             | 6  | Thomas Helveg       |     |     |
| Z              | 3  | René Henriksen      |     |     |
| Z              | 2  | Michael Schjønberg  |     |     |
| LE             | 5  | Jan Heintze         |     | 68' |
| M              | 17 | Bjarne Goldbæk      |     |     |
| M              | 14 | Brian Steen Nielsen |     |     |
| M              | 15 | Stig Tøfting        | 56' |     |
| M              | 8  | Jesper Grønkjær     | 52' |     |
| A              | 9  | Jon Dahl Tomasson   |     |     |
| A              | 21 | Mikkel Beck         |     | 74' |
| Substituições: |    |                     |     |     |
| Z              | 12 | Søren Colding       |     | 68' |
| A              | 18 | Miklos Molnar       | 85' | 74' |
| Treinador:     |    |                     |     |     |
| Bo Johansson   |    |                     |     |     |

| G              | 1  | Pavel Srníček     |     |     |
| Z              | 5  | Milan Fukal       | 62' |     |
| Z              | 19 | Karel Rada        | 69' |     |
| Z              | 2  | Tomáš Řepka       |     |     |
| V              | 13 | Radek Bejbl       |     | 62' |
| M              | 8  | Karel Poborský    | 52' |     |
| M              | 4  | Pavel Nedvěd      |     |     |
| M              | 7  | Jiří Němec        |     |     |
| M              | 20 | Patrik Berger     |     |     |
| A              | 17 | Vladimír Šmicer   |     | 79' |
| A              | 10 | Jan Koller        |     | 74' |
| Substituições: |    |                   |     |     |
| M              | 15 | Marek Jankulovski |     | 62' |
| A              | 9  | Pavel Kuka        |     | 74' |
| A              | 12 | Vratislav Lokvenc |     | 79' |
| Treinador:     |    |                   |     |     |
| Jozef Chovanec |    |                   |     |     |

| Homem do Jogo: Vladimír Šmicer Bandeirinhas: ESP Carlos Martín Nieto BUL Ivan Lekov Quarto árbitro: ESP José María García-Aranda |

### França vs. Países Baixos
| 21 de junho | França                     | 2 – 3     | Países Baixos                              | Amsterdam ArenA, Amesterdão               |
| 20:45       | Dugarry 8' · Trezeguet 31' | Relatório | Kluivert 14' · F. de Boer 51' · Zenden 59' | Público: 50 000 Árbitro: SWE Anders Frisk |

| França | Países Baixos |

| G              | 1  | Bernard Lama       |     |     |
| LD             | 19 | Christian Karembeu |     |     |
| Z              | 8  | Marcel Desailly    | 75' |     |
| Z              | 18 | Frank Leboeuf      |     |     |
| LE             | 2  | Vincent Candela    |     |     |
| M              | 11 | Robert Pirès       |     |     |
| M              | 4  | Patrick Vieira     | 90' | 90' |
| M              | 14 | Johan Micoud       |     |     |
| A              | 21 | Christophe Dugarry | 45' | 67' |
| A              | 20 | David Trezeguet    |     |     |
| A              | 13 | Sylvain Wiltord    |     | 80' |
| Substituições: |    |                    |     |     |
| M              | 6  | Youri Djorkaeff    |     | 67' |
| A              | 9  | Nicolas Anelka     |     | 80' |
| M              | 7  | Didier Deschamps   |     | 90' |
| Treinador:     |    |                    |     |     |
| Roger Lemerre  |    |                    |     |     |

| G              | 22 | Sander Westerveld |     |     |
| LD             | 15 | Paul Bosvelt      |     |     |
| Z              | 3  | Jaap Stam         |     |     |
| Z              | 4  | Frank de Boer     |     |     |
| LE             | 19 | Arthur Numan      |     |     |
| M              | 11 | Marc Overmars     |     | 90' |
| M              | 7  | Phillip Cocu      | 85' |     |
| M              | 8  | Edgar Davids      | 81' |     |
| M              | 5  | Boudewijn Zenden  |     |     |
| A              | 10 | Dennis Bergkamp   |     | 78' |
| A              | 9  | Patrick Kluivert  |     | 60' |
| Substituições: |    |                   |     |     |
| A              | 21 | Roy Makaay        |     | 60' |
| M              | 20 | Aron Winter       |     | 78' |
| A              | 14 | Peter van Vossen  |     | 90' |
| Treinador:     |    |                   |     |     |
| Frank Rijkaard |    |                   |     |     |

| Homem do Jogo: Edgar Davids Bandeirinhas: SWE Leif Lindberg ITA Sergio Zuccolini Quarto árbitro: GER Markus Merk |